# Domitius sbordonii
Espèce
Synonymes
- Nesticus sbordonii Brignoli, 1979

Domitius sbordonii est une espèce d'araignées aranéomorphes de la famille des Nesticidae.

## Distribution
Cette espèce est endémique du Latium en Italie,. Elle se rencontre à Supino dans la province de Frosinone dans la grotte grotta della Croce dans monts Lépins.

## Étymologie
Cette espèce est nommée en l'honneur de Valerio Sbordoni.

## Publication originale
- Brignoli, 1979 : Ragni d'Italia XXXI. Specie cavernicole nuove o interessanti (Araneae). Quaderni. Periodico del museo di speleologia "V. Rivera" vol. 5, no 10, p. 1-48.